# Kanton Brétigny-sur-Orge
Kanton Brétigny-sur-Orge is een kanton van het Franse departement Essonne. Kanton Brétigny-sur-Orge maakt deel uit van het arrondissement Palaiseau. Het heeft een oppervlakte van 50.78 km² en telt 63.243 inwoners in 2018.

## Gemeenten
Het kanton Brétigny-sur-Orge omvatte tot 2014 de volgende 5 gemeenten:
- Brétigny-sur-Orge (hoofdplaats)
- Le Plessis-Pâté
- Leudeville
- Marolles-en-Hurepoix
- Saint-Vrain

Door de herindeling van de kantons bij decreet van 24 februari 2014, met uitwerking op 22 maart 2015 omvat het sindsdien volgende 6 gemeenten:
- Brétigny-sur-Orge
- Leudeville
- Longpont-sur-Orge
- Marolles-en-Hurepoix
- Saint-Michel-sur-Orge
- Saint-Vrain